# Indywidualne Mistrzostwa Polski w Zapasach 1995

## Mistrzostwa Polski w Zapasach1995

### Kobiety
3. Mistrzostwa Polski – x – x 1995, Gorzów Wielkopolski

### Mężczyźni
- styl wolny

48. Mistrzostwa Polski – x – x 1995, Ruda Śląska
- styl klasyczny

65. Mistrzostwa Polski – x – x 1995, Wałbrzych

## Medaliści

### Kobiety
| Kategoria: | Złoto:                                       | Srebro:                                     | Brąz:                                           |
| 44 kg      | Agnieszka Wójcik AZS AWF Gorzów Wielkopolski |                                             |                                                 |
| 47 kg      | Sylwia Kita Górnik Zabrze                    | Wioletta Chomicz Grunwald Poznań            | Małgorzata Kusztelska Grunwald Poznań           |
| 50 kg      | Agnieszka Siekiera Celuloza Kostrzyn         | Iwona Kacica Zagłębie Wałbrzych             | Anita Chorosztyńska AZS AWF Gorzów Wielkopolski |
| 53 kg      | Ewa Końska Gwardia Warszawa                  | Jolanta Willucka Warmia Lidzbark Warmiński  | Agata Wolska AZS AWF Gorzów Wielkopolski        |
| 57 kg      | Edyta Adamowska Sokół Lublin                 | Agnieszka Hołda Sokół Lublin                | Magda Biernacka Orzeł Warszawa                  |
| 61 kg      | Anna Udycz Gwardia Warszawa                  | Dorota Żabicka Znicz Podzamcze Chęcińskie   | Karolina Pastuchów Orzeł Warszawa               |
| 65 kg      | Małgorzata Bassa Gwardia Warszawa            | Elżbieta Popławska Sprząśla Supraśl         | Marzena Podolska Orzeł Warszawa                 |
| 70 kg      | Monika Łebek Orzeł Warszawa                  | Małgorzata Buras Znicz Podzamcze Chęcińskie | Sylwia Ciupa Włókniarz Łódź                     |
| 75 kg      | Małgorzata Jankowska Gwardia Warszawa        | Anna Mazur Bielawianka Bielawa              | Monika Kowalska Concordia Piotrków Trybunalski  |

### Mężczyźni

#### Styl wolny
| Kategoria: | Złoto:                               | Srebro:                                    | Brąz:                                        |
| 48 kg      | Piotr Borowczyk Bizon Milicz         | Paweł Cielibała Znicz Podzamcze Chęcińskie | Rafał Paprotny Slavia Ruda Śląska            |
| 52 kg      | Władysław Stecyk Grunwald Poznań     | Harald Foerster Siła Mysłowice             | Andrzej Niedbała Slavia Ruda Śląska          |
| 57 kg      | Tadeusz Kowalski AZS-AWF Warszawa    | Dariusz Grzywiński Grunwald Poznań         | Stanisław Surdyka Stal Rzeszów               |
| 62 kg      | Jan Krzesiak Slavia Ruda Śląska      | Bogdan Strzałka Slavia Ruda Śląska         | Mariusz Dąbrowski ZKS Koszalin               |
| 68 kg      | Władysław Wyrwał Slavia Ruda Śląska  | Jacek Buczko Czeczott Wola                 | Krzysztof Ołeńczyn Dąb Brzeźnica             |
| 74 kg      | Andrzej Brożyna ZKS Koszalin         | Andrzej Kościelski Grunwald Poznań         | Marek Jóźwik Czeczott Wola                   |
| 82 kg      | Michał Stanisławski Gwardia Warszawa | Jan Pawlak ZTA Zgierz                      | Krzysztof Drapała Rokita Brzeg Dolny         |
| 90 kg      | Robert Kostecki AZS-AWF Warszawa     | Jan Chitruszko Czeczott Wola               | Adam Ogryzek Czeczott Wola                   |
| 100 kg     | Marek Garmulewicz Slavia Ruda Śląska | Jerzy Nieć Stal Kraśnik                    | Marek Paczków LKS Ceramik Krotoszyn          |
| 130 kg     | Wojciech Wala LKS Ceramik Krotoszyn  | Janusz Jezior Czeczott Wola                | Zbigniew Grudzień Znicz Podzamcze Chęcińskie |

#### Styl klasyczny
| Kategoria: | Złoto:                                        | Srebro:                                    | Brąz:                                  |
| 48 kg      | Piotr Jabłoński Cement Gryf Chełm             | Marek Gawlik Wisłoka Stomil Dębica         | Mariusz Kacica Zagłębie Wałbrzych      |
| 52 kg      | Dariusz Piaskowski Zagłębie Wałbrzych         | Jarosław Pyzara Legia Warszawa             | Zdzisław Biały Cement Gryf Chełm       |
| 57 kg      | Stanisław Pawłowski Zagłębie Wałbrzych        | Andrzej Szczepanik Cement Gryf Chełm       | Krzysztof Szczepanik Cement Gryf Chełm |
| 62 kg      | Włodzimierz Zawadzki Legia Warszawa           | Jerzy Szeibinger Zagłębie Wałbrzych        | Andrzej Maksymiuk Śląsk Wrocław        |
| 68 kg      | Ryszard Wolny Unia Racibórz                   | Dariusz Przystolik Siła Mysłowice          | Andrzej Buniak Unia Racibórz           |
| 74 kg      | Piotr Troczyński Zagłębie Wałbrzych           | Mariusz Pawłowski GKS Piotrków Trybunalski | Robert Żółtowski Legia Warszawa        |
| 82 kg      | Piotr Stępień Piotrcovia Piotrków Trybunalski | Józef Tracz Śląsk Wrocław                  | Henryk Topór Zagłębie Wałbrzych        |
| 90 kg      | Jacek Fafiński Legia Warszawa                 | Marek Sitnik Śląsk Wrocław                 | Marek Kraszewski Śląsk Wrocław         |
| 100 kg     | Tadeusz Zalewski Legia Warszawa               | Michał Pryczkowski Cement Gryf Chełm       | Krzysztof Kustos Unia Racibórz         |
| 130 kg     | Andrzej Wroński Legia Warszawa                | Jacek Jaracz Śląsk Wrocław                 | Bogusław Dąbrowski Zagłębie Wałbrzych  |